# Санкт-Гоарсхаузен
Санкт-Гоарсхаузен (нем. Sankt Goarshausen) — город в Германии, районный центр, расположен в земле Рейнланд-Пфальц на берегу Рейна близ знаменитой скалы Лорелеи. Подразделяется на 4 городских района.
Входит в состав района Рейн-Лан. Подчиняется управлению Лорелай.  Население составляет 1307 человек (на 31 декабря 2010 года). Занимает площадь 7,00 км². Официальный код  —  07 1 41 121.

## Достопримечательности
- Замок Катц
- Замок Маус
- Музей Лорелеи[2][3].